# Kim André Madsen
Pour les articles homonymes, voir Madsen.
Kim André Madsen est un footballeur norvégien, né le 12 mars 1989 à Oslo. Il évolue comme défenseur central.

## Palmarès
- Strømsgodset IF
  - Vainqueur de la Coupe de Norvège en 2010.